# Marcelo Visentín
Marcelo Euclides Visentín Posagno (Santa Fe, 30 maggio 1914 – 16 dicembre 1998) è stato un pallanuotista argentino, che ha partecipato alle Olimpiadi del 1948 e del 1952, assieme al fratello Carlos.
Ha vinto 1 oro ai Giochi Panamericani del 1951.